# Saint-Agnant-de-Versillat
Saint-Agnant-de-Versillat ist eine Gemeinde im Zentralmassiv in Frankreich. Sie gehört zur Region Nouvelle-Aquitaine, zum Département Creuse, zum Arrondissement Guéret und zum Kanton La Souterraine. Die Bewohner nennen sich Versillacois.

## Geografie und Infrastruktur
Saint-Agnant-de-Versillat liegt an der Sedelle und grenzt im Westen an Vareilles, im Nordwesten an Azerables, im Norden an Bazelat, im Nordosten an Saint-Germain-Beaupré, im Osten an Saint-Léger-Bridereix, im Südosten an Noth und im Süden an La Souterraine.
Die Via Lemovicensis, einer der vier historischen „Wege der Jakobspilger in Frankreich“, führt über Saint-Agnant-de-Versillat.
Die nächsten Bahnhöfe befinden sich in La Souterraine und Saint-Germain-Beaupré an der Eisenbahnlinie Saint-Sulpice-Laurière – Vierzon.

## Geschichte
Saint-Étienne-de-Versillat war bis 1825 eine eigenständige Gemeinde und wurde dann in Saint-Germain-Beaupré und Saint-Agnant-de-Versillat eingemeindet.

### Bevölkerungsentwicklung
| Jahr      | 1962 | 1968 | 1975 | 1982 | 1990 | 1999 | 2008 | 2013 |
| --------- | ---- | ---- | ---- | ---- | ---- | ---- | ---- | ---- |
| Einwohner | 1333 | 1253 | 1168 | 1067 | 1115 | 1100 | 1127 | 1112 |

## Sehenswürdigkeiten
- Kriegerdenkmal
- Kirche Saint-Agnan, Monument historique

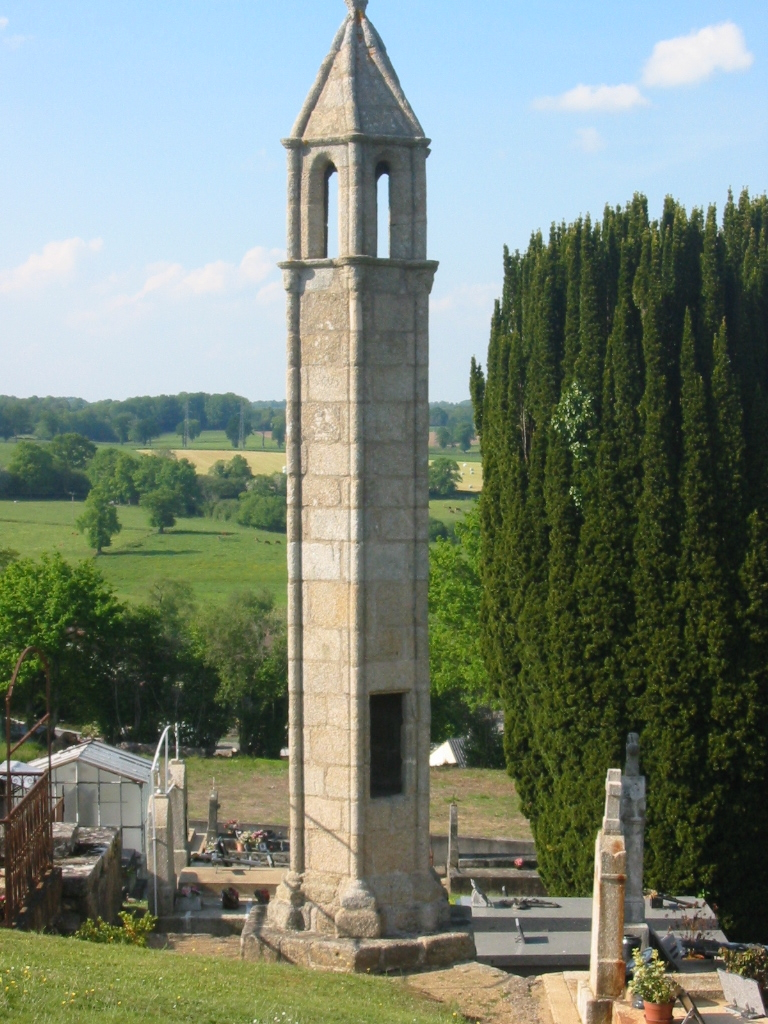
Kriegerdenkmal
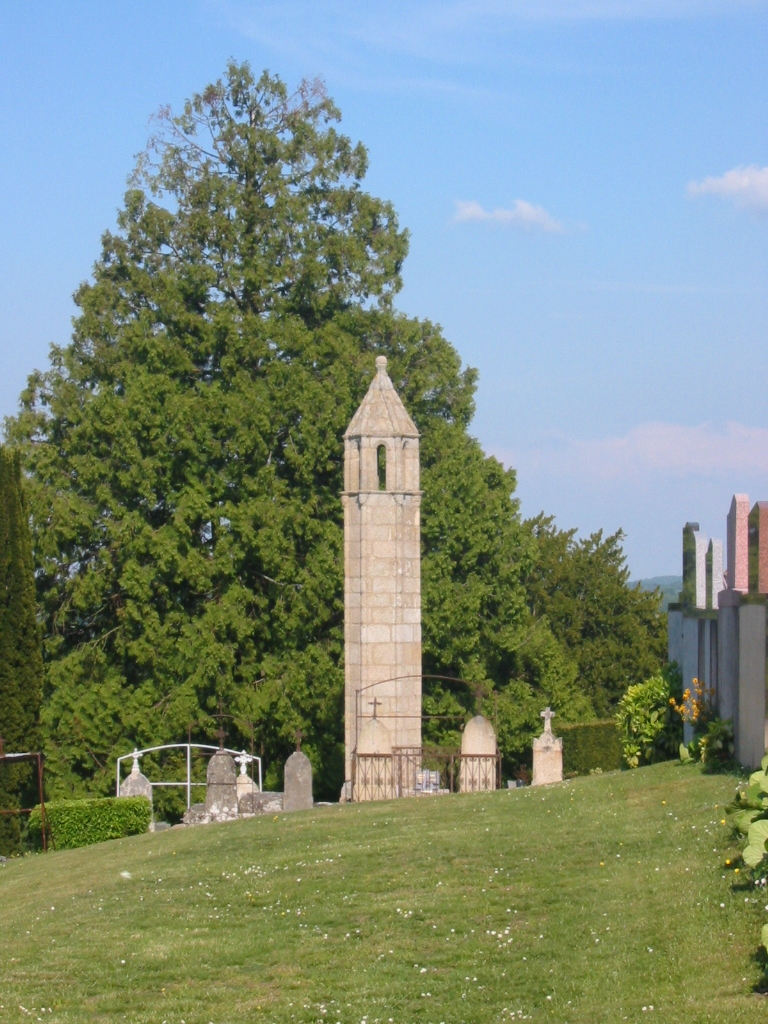
Kriegerdenkmal
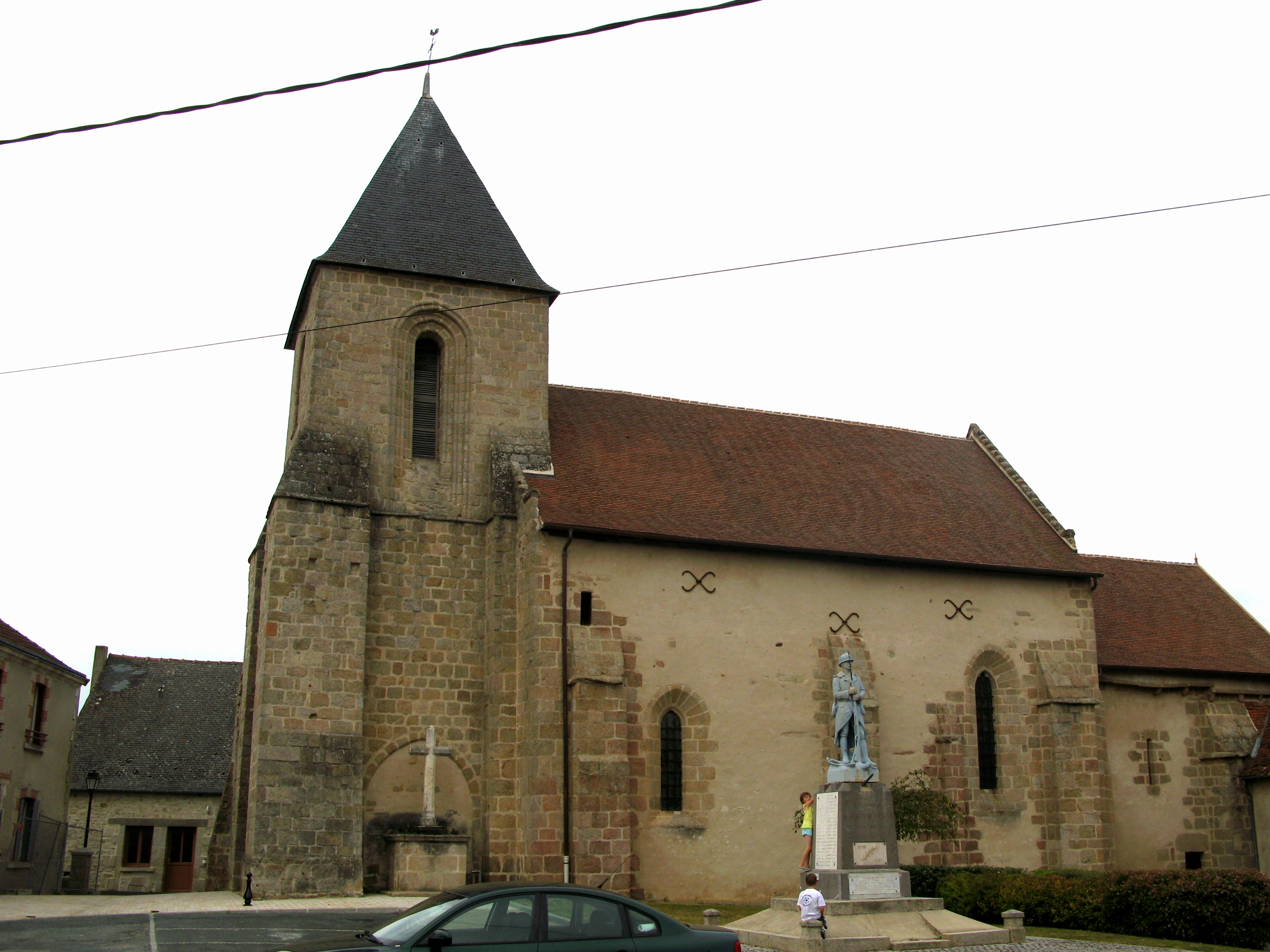
Kirche Saint-Agnan mit einem Kriegerdenkmal im Vordergrund